# Avignonet-Lauragais
Avignonet-Lauragais (okzitanisch Avinhonet de Lauragués) ist ein Ort und eine französische Gemeinde (commune) mit 1.600 Einwohnern (Stand 1. Januar 2022) im Département Haute-Garonne in der Region Okzitanien (bis 2015 Midi-Pyrénées).

## Lage
Der Ort liegt auf einem Hügel in einer Höhe von ca. 200 Metern ü. d. M. in der alten Kulturlandschaft des Lauragais, etwa 44 Kilometer (Fahrtstrecke) in südöstlicher Richtung von Toulouse entfernt. Weitere knapp 17 Kilometer südwestlich liegt Castelnaudary. Alle genannten Städte liegen am Canal du Midi und sind sowohl über die Autoroute A61 als auch über die Bahnlinie Toulouse–Narbonne miteinander verbunden.

## Geschichte
Avignonet-Lauragais lag in mittelalterlicher Zeit an einer Variante des Pilgerwegs nach Santiago de Compostela (Via Tolosana). Der Ort wurde bekannt durch ein Ereignis aus dem Jahre 1242: Die Inquisitoren von Toulouse, Guillaume Arnaud und Étienne de Saint-Thibéry, waren mitsamt der Dienerschaft während der Nachtruhe von einer Gruppe von Albigensern unter der Führung von Pierre Roger II. de Mirepoix durch Axthiebe getötet worden. Ein Teil der Bevölkerung von Avignonet stand auf der Seite der Angreifer, die entkommen konnten und sich ein Jahr später auf die Burg Montségur zurückzogen, wo sie bei deren Belagerung und Eroberung (1244) zumeist den Tod auf dem Scheiterhaufen fanden.
Im Verlauf des Hundertjährigen Krieges (1337–1453) zwischen England und Frankreich wurde die Stadtbefestigung von Avignonet von den Truppen des Schwarzen Prinzen (Edward of Woodstock) im Jahre 1355 geschleift.

### Bevölkerungsentwicklung
| Jahr      | 1962 | 1968 | 1975 | 1982 | 1990 | 1999 | 2006 | 2012 | 2019 |
| Einwohner | 1117 | 1040 | 938  | 931  | 954  | 1069 | 1220 | 1399 | 1602 |

Im 19. Jahrhundert hatte der Ort zeitweise über 2400 Einwohner. Seit etwa 1870 war ein deutlicher Rückgang der Bevölkerungszahlen festzustellen, der sich bis in die 1980er-Jahre durch die Mechanisierung der Landwirtschaft und den damit einhergehenden Verlust von Arbeitsplätzen noch verstärkt hat. Seitdem wächst die Bevölkerung wieder an.

## Wirtschaft
In früherer Zeit lebten die Bewohner weitgehend als Selbstversorger von den Erträgen der Feld- und Viehwirtschaft. Im ausgehenden Mittelalter und in der frühen Neuzeit wurde in der gesamten Region des Lauragais fast ausschließlich Färberwaid (pasteel) angebaut; der Wirtschaftszweig fand im 17./18. Jahrhundert durch den Import von Indigo ein Ende. Das Wiederanwachsen der Bevölkerung in den letzten Jahrzehnten ist ein Indikator für die wirtschaftliche Entwicklung der Stadt. Aufgrund der Nähe zur Großstadt Toulouse und niedrigerer Grundstückspreise wurde eine Zone industrielle in den Außenbezirken des Ortes ausgewiesen. In den Jahren nach 2000 wurden in der Umgebung von Avignonet mehrere Wind- und Solarparks eingerichtet.

## Sehenswürdigkeiten

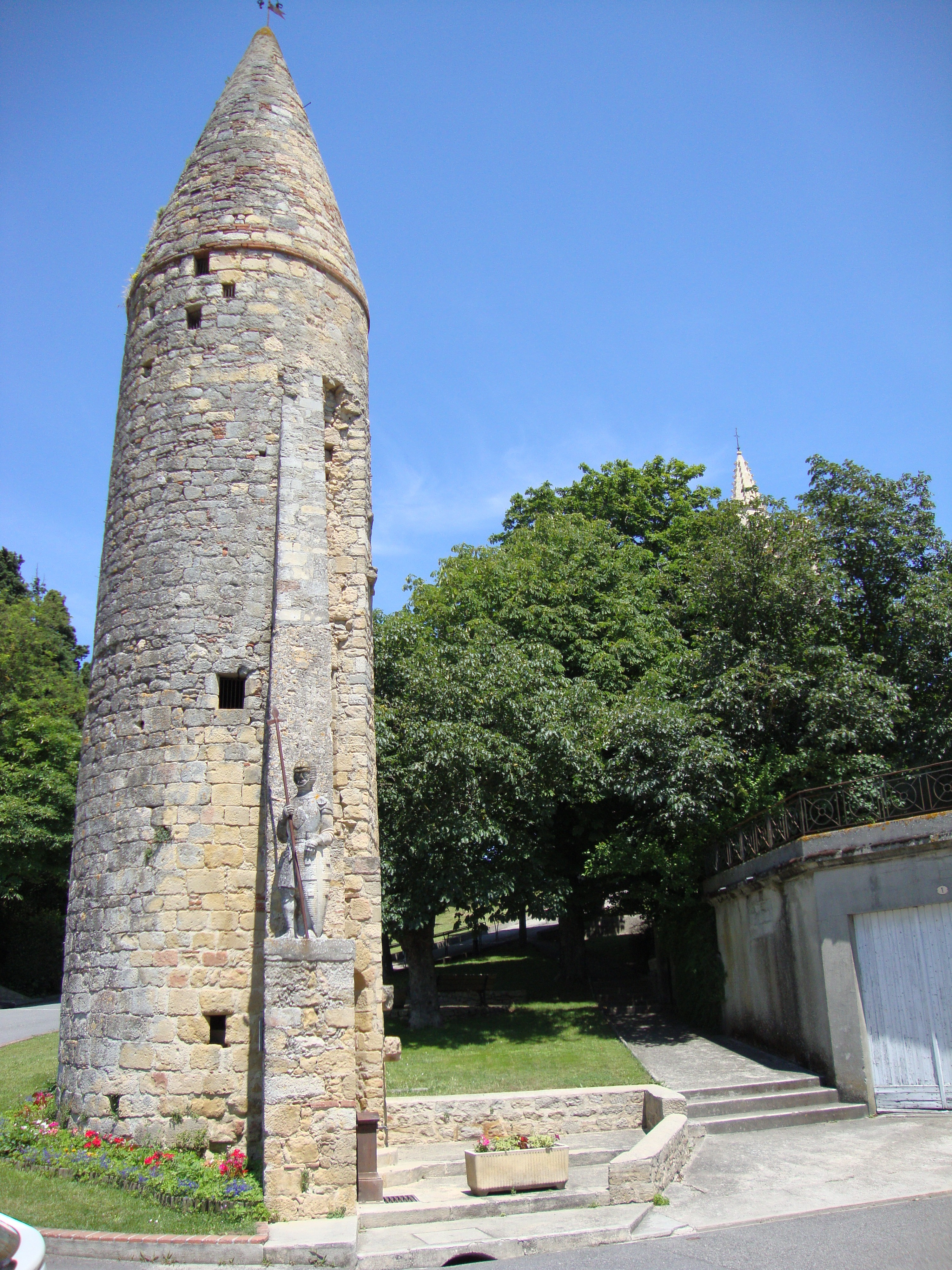
Pulverturm (Tour poivrière)

Siehe auch: Liste der Monuments historiques in Avignonet-Lauragais
- Der Bau der Kirche Notre-Dame des Miracles wurde im Jahr 1385 begonnen. Es ist ein Bau in den Stilformen der tolosaner Backsteingotik. Außergewöhnlich ist der im unteren Teil quadratische, oben jedoch oktogonale Westturm – derartige Türme gibt es in der Gegend um Toulouse üblicherweise nur als Vierungstürme oder aber seitlich der Kirche; die Westfassade blieb meist turmlos oder endete in einem Glockengiebel (vgl. Villefranche-de-Lauragais). Hier dürften nordfranzösische Einflüsse eine Rolle gespielt haben, denn die ehemalige Grafschaft Toulouse war im Jahr 1271 an die französische Krondomäne (domaine royal) gefallen. Das Innere der einschiffigen Kirche wird von einem Rippengewölbe überspannt; das Kirchenschiff ist von seitlichen Kapellen begleitet. Die Kirche ist seit 1926 als Monument historique[1] anerkannt.
- Wie in der Nachbarstadt Villefranche-de-Lauragais so ist auch in Avignonet von der ehemaligen Stadtmauer beinahe nichts mehr erhalten – übrig blieb lediglich der sogenannte Pulverturm (Tour poivrière) oder Tour de la Porte de Cers aus dem 14. Jahrhundert, der seit dem Jahr 1965 ebenfalls als Monument historique[2] anerkannt ist.
- In der Umgebung der Kleinstadt finden sich noch einige längst stillgelegte und größtenteils zerfallene Windmühlen.

## Partnergemeinden
- Avinyonet de Puigventós, Katalonien